# فرن أكسجين قاعدي

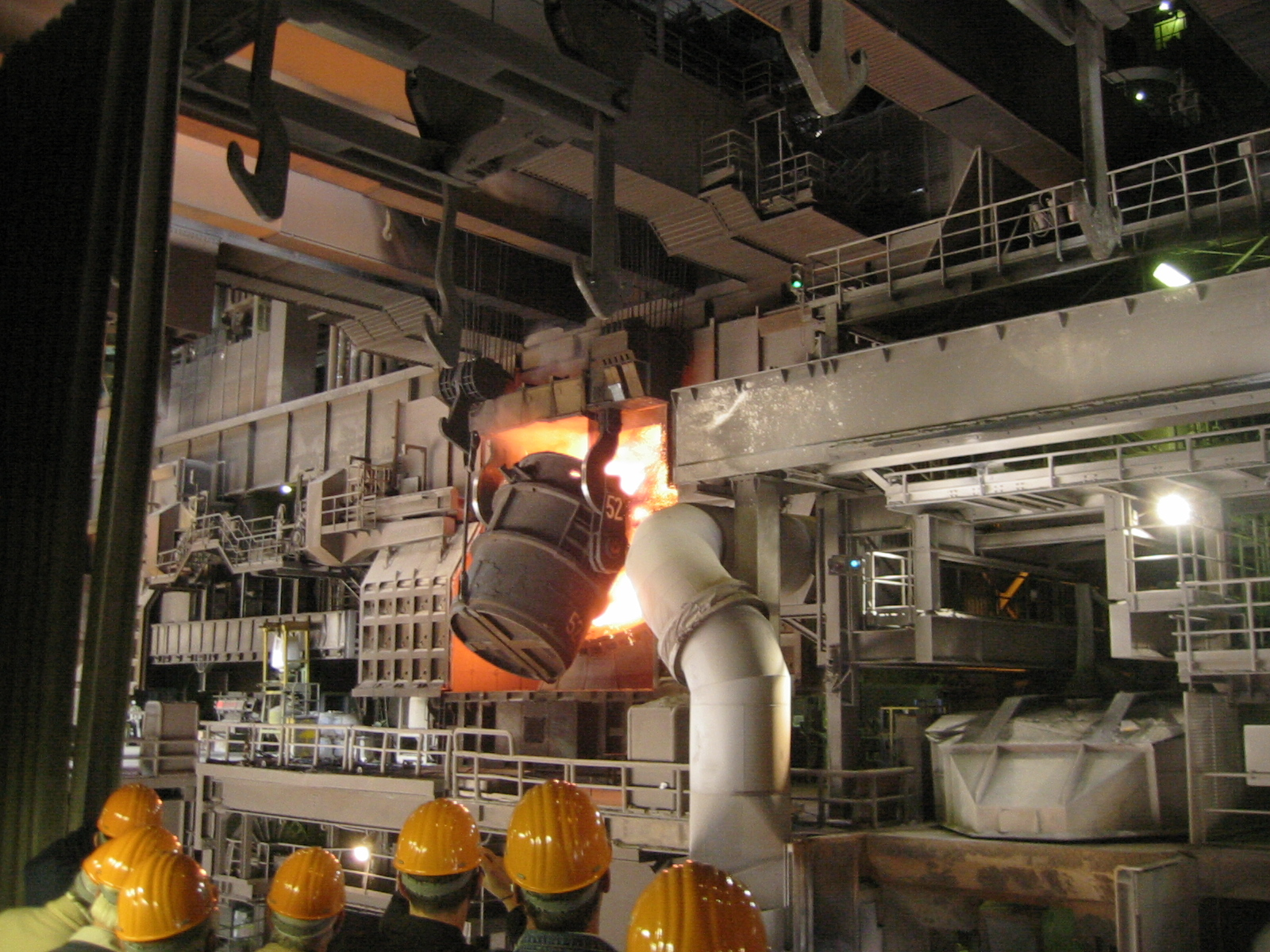
فرن اكسجين قاعدي في مصنع تيسين كروب ألمانيا.

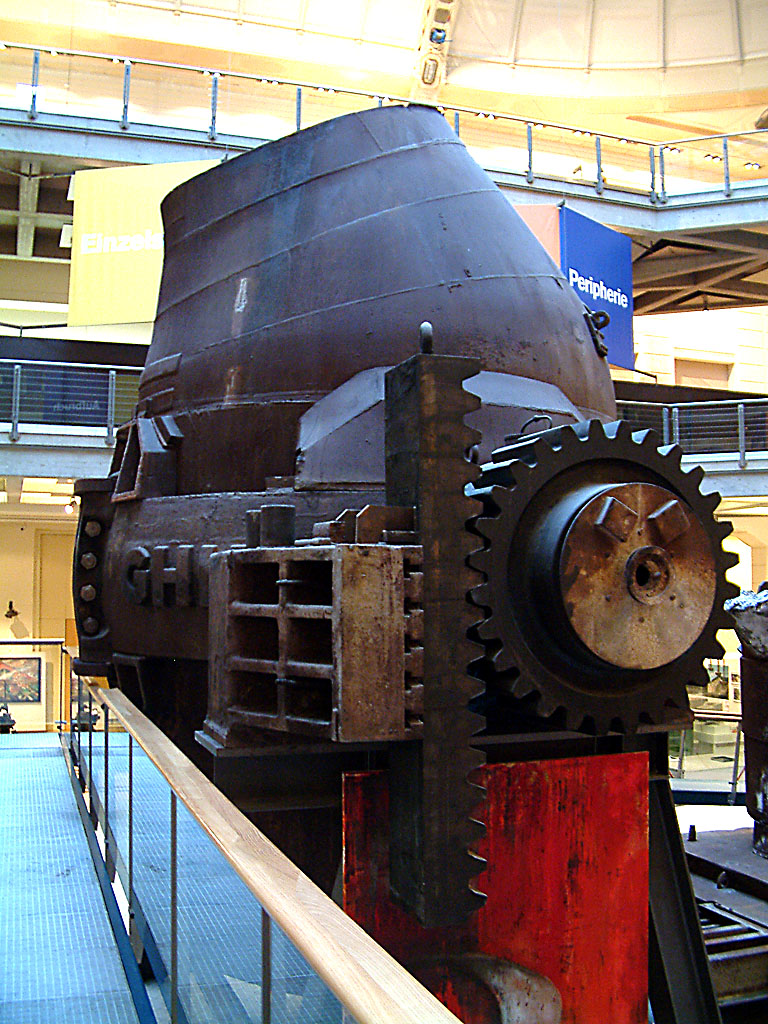
أحد الفرنين الأصليين لشركة فويست لينتز من عام 1952 (سعة 120 طن) موجود حاليا في المتحف التقني بفيينا.

فرن الأكسجين القاعدي (بالإنجليزية:Basic oxygen steelmaking (BOS, BOP, BOF, and OSM) أو المحول الأكسجيني ويُعرف أيضًا بطريقة لينز-دونافيتز لتصنيع الصلب، وهي طريقة أوّلية لتصنيع الحديد الصلب حيث يتم فيها صهر حديد غفل (تماسيح الحديد) ومعالجتها لإنتاج الحديد الصلب، ثم يُضغط الأكسجين داخل المصهور بغرض خفض نسبة الكربون فيه ويتحول إلى صلب منخفض الكربون، وتعرف الطريقة بأنها «قاعدية» حيث أن جدران البوتقة تكون مغطاة بمادتي أكسيد الكالسيوم وأكسيد المغنيسيوم وتتحمل درجات حرارة عالية.
ابتكرت تلك الطريقة من «روبرت دورر» في عام 1948 م وتم تنفيذها في عام 1952/1953 م من شركة فويست ألبين النمساوية، وقد سمي المحول الأكسجيني باسم مدينتي لينز ودونافيتز وهي طريقة معدلة لطريقة بسمر حيث يستبدل الهواء المضغوط بالأكسجين المضغوط، هذا يخفض من تكلفة المصنع ويقلل زمن المعاملة الحرارية ويزيد من الإنتاجية.
انخفضت تكلفة إنتاج الصلب نحو 1000 مرة خلال الأعوام مابين 1920 و2000 من 3 ساعات عمل للطن إلى نحو 0,003. وأصبح إنتاج معظم الصلب في العالم يتم باستخدام فرن الأكسجين القاعدي، وقد بلغ إنتاجه نحو 60% من إنتاج الصلب في العالم عام 2000.  في وسع الأفران الحديثة استيعاب كمية تبلغ 350 طن وتحويلها إلى حديد صلب خلال 40 دقيقة، بينما تستغرق أفران القلب المفتوح لذلك بين 10 إلى 12 ساعة.

## وصفه
داخل فرن الأكسجين القاعدي يكون مغطى بمادة قلوية ويوضع به مصهور الحديد الغفل ومادة مبردة (حديد خردة أو حديد إسفنجي) والجير (كربونات الكالسيوم) فتقوم بتكوين خبث الحديد، وعن طريق خرطوم ذو رأس معدنية مبردة بالماء يتم بخ الأكسجين على المصهور.

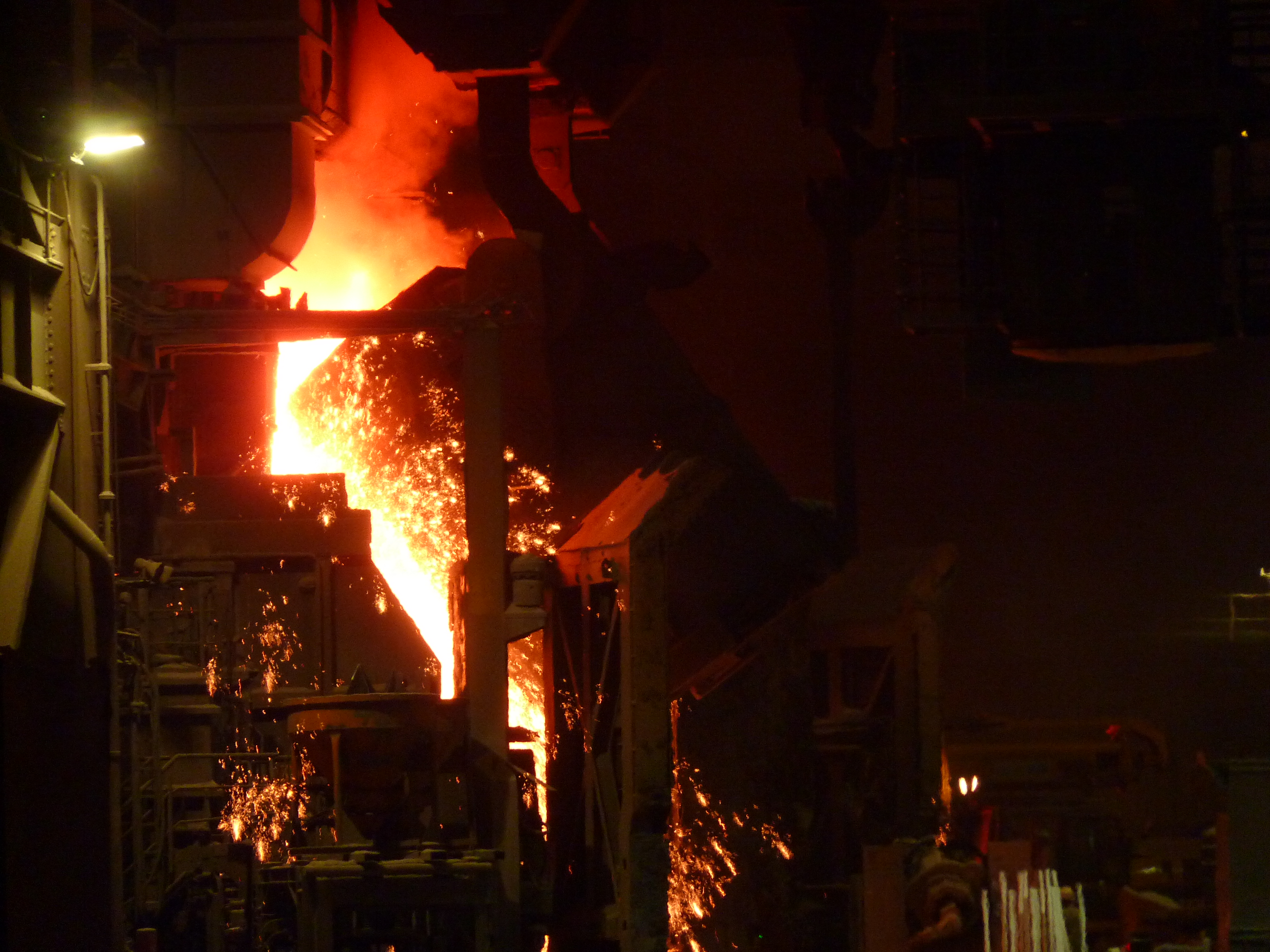
ملء تحويل

يحدث الاشتعال الشديد والأكسدة للمواد المشوبة في الحديد ارتجاج وتقلب المصهور، كما يضغط غاز الأرجون من قاع الفرن عن طريق نفاثات لتحسين عملية الخلط والتقليب، وتتصاعد مع الأرجون الهيدروجين الذائب في المصهور وهي تعمل على عدم تكوّن ما يسمى «مصايد هيدروجين» في الصلب الناتج، خلال تلك العملية تنخفض نسب الكربون والسيليكون والمنجنيز والكبريت والفسفور في المصهور بالتدريج.
يستغرق البخ الشديد بالأكسجين النقي بين 10 إلى 20 دقيقة، وعلى أساسها يتحدد الكميات الباقية من تلك الشوائب في مصهور الصلب، وتنفصل الشوائب المحترقة في هيئة غازات أو يمكن ارتباطها بكربونات الكالسيوم (حجر جيري) المضافة مكونة خبثا.
وبحسب مواصفات الصلب المطلوبة فيمكن عند النهاية إضافة مواد السبيكة مثل النيكل والكروم، وعندئذ تكون درجة حرارة المصهور نحو 1600 درجة مئوية (قد تصل حاليا إلى 1700 درجة) حيث يتم بزل الفرن وصب المصهور في بوتقة، وبعد ذلك يتم دلق الخبث من حافة وعاء الفرن، يمكن بعد ذلك معالجة المصهور بحسب المطلوب.
قد تصل سعة الفرن 380 طن وهذه السعة يستخدمها صلب «شركة تيسين كروب» في ألمانيا.

## تطويره

### بدء التطوير
عين روبرت دورر السويسري أستاذا لعلم الحديد والصلب في المدرسة التقنية العليا ببرلين في عام 1928، حيث بدأ بحوثه الأساسية وتجاربه بالاستغناء عن الهواء واستخدام الأكسجين النقي في تحضير مصهور الصلب.
بين 1936 و 1940 كان «أوتو ليليب» يعمل في شركة «كوتنهوفنونج هوته» للتعدين، وقام بتجارب باستخدام الأكسجين المركز في عملية تجهيز الصلب في فرن «هردأوفن»، وخلالها قام بخلط «فريت الجير» المنصهر بغرض خفض نسبة الفسفور في مصهور الحديد، وكان تصليت نفاثات الأكسجين من أسفل، ولكن لم تكلل تلك الطريقتان مجهوداته بالنجاح المطلوب الذي من الممكن الاعتماد عليه في تصنيع على المدى الطويل. بعد ذلك سافر ليليبس إلى الولايات المتحدة.
عاد «دورر» في عام 1943 إلى سويسرا حيث كلف بإدارة أشغال التعدين في مصانع «فون رول أيزنفيركه»، كما أسست له درجة أستاذ كرسي في علم تصنيع الصلب في «المدرسة التقنية العليا» في زيوريخ. وأجريت تجارب تحت إشرافه في عام 1948 في مصنع «جيرلافينجين»، حيث سلط أكسجين على بوتقة سعة 2 طن قاعدية بها أنواع مختلفة من حديد غفل ذات تركيبات كيميائية مختلفة، وقدم «هـ. هلبروجه» عن تلك التجارب تقريرا إلى دورر الذي طلب مواصلة التجارب في مصانع مدينة لينز.

### طريقة لينز-دونافيتز
واستمر تطوير طريقة لينز-دونافيتز في لينز بالنمسا ابتداء من يونيو 1948 (بعد الحرب العالمية الثانية) في مصانع فويست وطورت الطريقة للاستخدام الصناعي. استمرت التجارب التي قام بها ثيودود سويس «ورودولفرينيش» من 3 حتى 25 يونيو على بوتقة سعة 5و2 طن، وكللت مجهوداتهم بالنجاح.
وبدأت تجارب على بوتقة سعة 5 طن في مدينة دونافيتز وبوتقة 15 طن في مدينة لينز. بهذه الأبحاث حصل «رينيش» على درجة الدكتوراه وكانت أطروحته Das LD-Verfahren عن تلك الطريقة، وظلت محاطة بكتمان من أجل الاحتفاظ بما فيها من تقنية متقدمة لمدة طويلة.
ونظرا للتكلفة المنخفضة فقد اتجه إنتاج شركة فويست بتاريخ 9 ديسمبر 1949 إلى استخدام طريقة لينز-دونافيتز.}}
وقدمت براءة الاختراع للتسجيل في 15 ديسمبر 1950، بهذا خلفت طريقة لينز-دونافيتز طريقتي سيمنز المعتادة (طريقة سيمنز-مارتن) وطريقة توماس وتفوقت عليهما.

## العمليــة

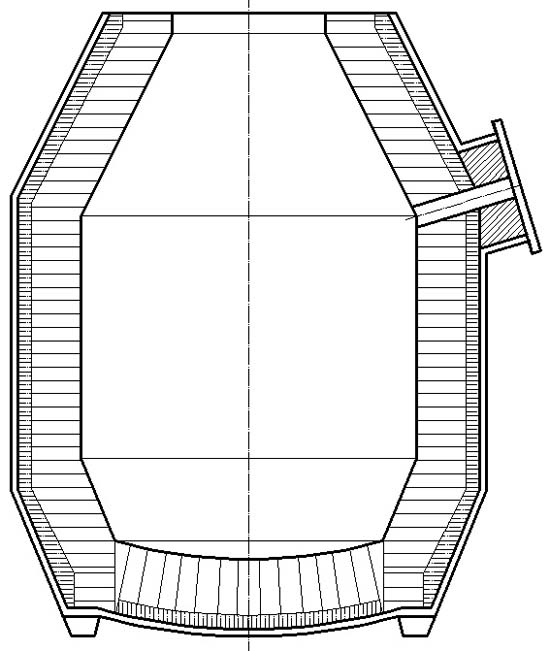
مقطع في فرن أكسجين قاعدي

طريقة فرن الأكسجين القاعدية: طريقة لتحويل حديد غفل إلى حديد صلب عن طريق ضخ الأكسجين المضغوط بواسطة أنبوب معدني طويل في مقدمته صنبور مبرد بالماء فوق مصهور الحديد الغفل الموجود داخل المحوّل (وعاء فرن الصهر)، يسمى المحوّل المستخدم لصناعة الحديد الصلب «فرن الأكسجين القاعدي» حيث تنشأ فيه حرارة شديدة من تفاعلات أكسدة خلال عملية ضخ الأكسجين إليه.
تتم عملية إنتاج الحديد الصلب كالآتي:
1. يصب مصهور الحديد الغفل من فرن لافح في حوجلة صب كبيرة تسمى مغرفة ladle.
2. تمارس عملية تسليط الأكسجين القاعدية عليه إما مباشرة أو بعد معاملة مبدئية، ويضغط أكسجين مضغوط بنحو 100 - 150 رطل/البوصة المربعة بسرعة فوق سرعة الصوت على سطح حمام الحديد عن طريق أنبوب مبرد بالماء، معلق في الوعاء على مسافة عدة أقدام من سطح الحديد المنصهر. تجرى قبل ذلك معاملة مبدئية لمصهور الفرن العالي لخفض الكبريت والسليكون والفسفور قبل صبه في المحول، وفي حالة نزع الكبريت من المصهور المبدئية فيضاف إلى المصهور عدة مئات كيلوجرام من مسحوق المغنيسيوم الذي يضاف إلى المصهور بواسطة أنبوب يغمس فيه، فتتحول الشوائب الكبريتية إلى سولفيد المغنسيوم في تفاعل كيميائي يصدر حرارة كبيرة، ويُزال السولفيد المتكون على السطح.

ويمكن إجراء العملية المبدئية لنزع السيليكون ولنزع الفسفور باستخدام أكسيد الحديد والجير (كربونات الكالسيوم)، ويعتمد قرار إجراء عملية مبدئية للمصهور على جودة المصهور (الحديد الغفل، حديد الفرن العالي، حديد خردة) وعلى الجودة المطلوبة للمنتج.
3. عملية ملء الفرن وإضافة المكونات تسمى «شحن الفرن»، ويسير إنتاج الصلب بالأكسجين القاعدي من تلقاء نفسه لأن الحرارة اللازمة للعملية تنشأ من عملية الأكسدة نفسها، ومن أهم العمليات هو الحفاظ على «توازن الشحنة» بمعنى الحفاظ عل نسبة مصهور الحديد الغفل الساخن إلى الحديد الخردة البارد الذي يضاف بين حين وآخر، يمكن تمييل البوتقة بزاوية 360 درجة لتزويده بالحديد الخردة والحديد الغفل المنصهر، يشحن الفرن بالحديد الصلب أو الحديد الخردة بنسبة 25% - 30% إذا احتاج الأمر، ويضاف إليها الحديد الغفل المنصهر من المغرفة بحسب المطلوب للمحافظة على «توازن الشحنة»، وتبلغ التركيبة الكيميائية المعتادة لمصهور الحديد الغفل التي تصب في فرن الأكسدة القاعدية: 4% C, 0.2–0.8% Si, 0.08%–0.18% P، و0.01–0.04% S وجميعها قابل للأكسدة ماعدا الكبريت، فهو يحتاج إلى عملية مستقلة.
يعتدل وعاء الفرن قائما ويبرد بالماء، ويغطس مزراق نحاسي ذو 3-7 نفاثات في الوعاء وتبث منها أكسجين عالي النقاوة بسرعة أكبر من سرعة الصوت، يبث المزراق أكسجين نقاوة 99% على سطح المصهور فيشتعل الكربون المذاب في الحديد مكونا أول أكسيد الكربون وثاني أكسيد الكربون، ويتسبب في ارتفاع درجة الحرارة فتصل إلى نحو 1700 درجة مئوية.
بذلك ينصهر الحديد الخردة وينخفض محتوى الكربون لمصهور الحديد ويساعد الأكسجين على التخلص من الكيماويات الغير مرغوب فيها.
تختلف تلك الطريقة التي تستخدم الأكسجين النقي عن طريقة بسمر التي تستخدم الهواء، إذ أن النيتروجين ليس مرغوب فيه، وفي نفس الوقت لا تتفاعل مكونات في الهواء مع الشحنة المنصهرة.
1. يضاف المنظف (الجير المحروق أو دولوميت محروق) إلى الوعاء بغرض تكوين خبث، وجعل المصهور قاعدي إلى حد 3 (pOH)= 3 ))، ولامتصاص الشوائب أثناء تحضير الصلب، أثناء تصويب الأكسجين على المصهور والمواد المنظفة (الجير ودولوميت) فهي تكون مع بعضها البعض عالقا يساعد على عملية التنظيف، وقرب نهاية دورة البخ التي تستغرق نحو 20 دقيقة، تؤخذ قراءة درجة الحرارة وعينات، حينئذ تكون التركيبة الكيميائية للمصهور الذي تعرض للأكسجين قد أصبحت: 0.3–0.9% C, 0.05–0.1% Mn, 0.001–0.003% Si, 0.01–0.03% S و0.005-0.03% P.

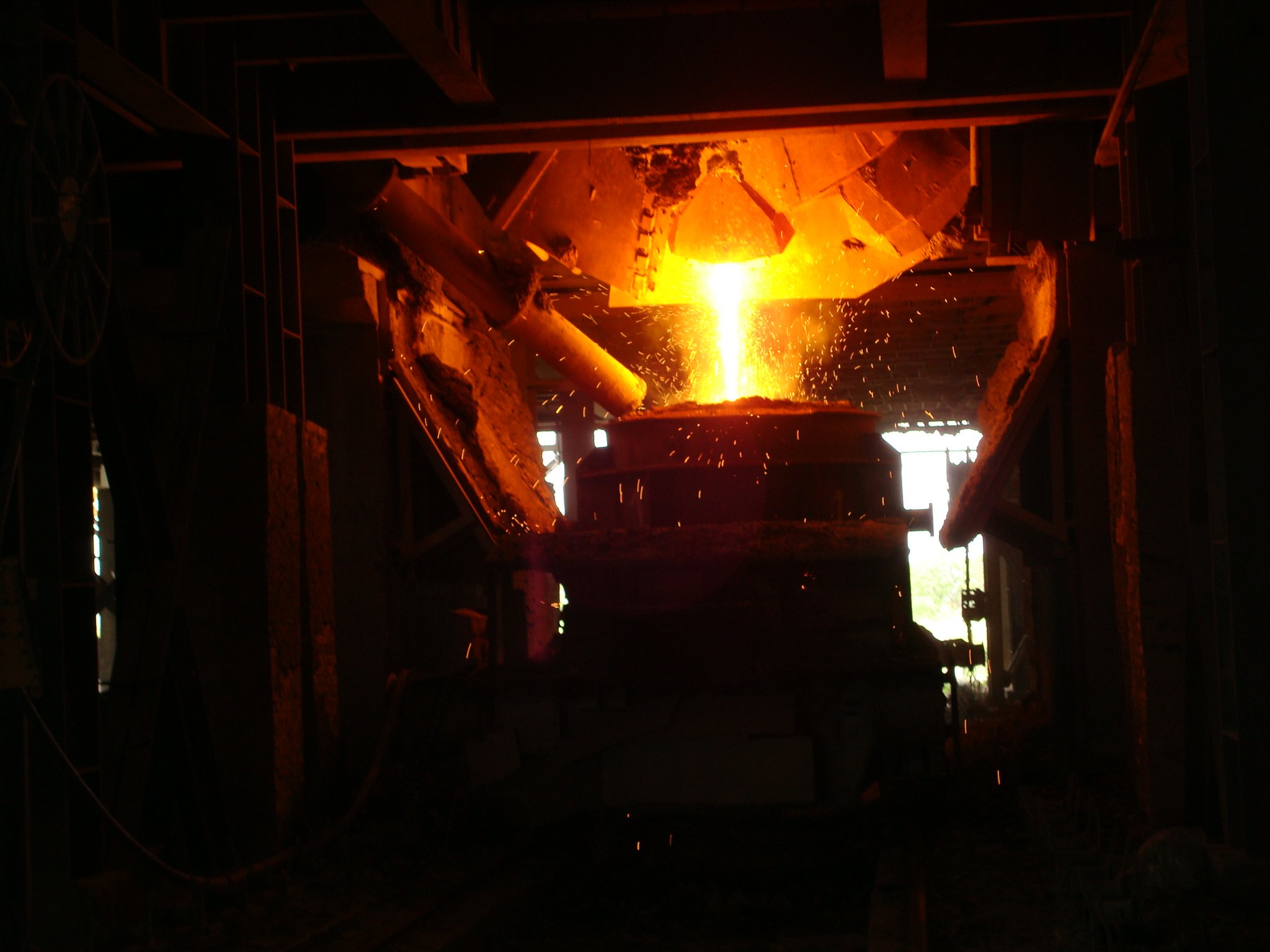
Tapping of steel from BOF

2. يمال الآن الوعاء إلى ناحية التفريغ deslagging ويصب الحديد الصلب عن طريق ثقب في مغرفة الصلب والتي يكون سطحها الداخلي مغطى بمادة منظفة قاعدية تتحمل الحرارة basic refractory lining، تلك العملية تسمى «بزل» الحديد الصلب tapping من الوعاء، ينقى الحديد الصلب بعد ذلك في فرن المغرفة عن طريق إضافة مواد معدنية للسباكة تعطيه الصفات الخاصة المطلوبة، وأحيانا تمرر فيه فقاقيع الأرجون أو النيتروجين لزيادة تجانس السبيكة.
3. وبعد صب الصلب من فم الوعاء BOS يصب الخبث في وعاء الخبث ويلقى مع النفايات.